# 第75回カンヌ国際映画祭
第75回カンヌ国際映画祭（だい75かいカンヌこくさいえいがさい、2022 Cannes Film Festival）は、2022年5月17日から12日間に渡って開催された。フランスの俳優ヴァンサン・ランドンが審査委員長を務めた。

## 概要
前々回や前回と新型コロナウイルス感染症の影響を受けていたが、今回はワクチン接種の証明書やPCR検査または抗原検査の陰性結果の提示などといった規制が撤回された。また、今回はロシアのウクライナ軍事侵攻の影響からウクライナ国民が納得する政治的解決がなされない限り、ロシア政府に関連したいかなる公式の申請やゲストも受け入れないことを侵攻開始5日後に発表した。そのため、映画祭ではロシア制作の作品は反プーチン派として国外に亡命をしていたキリル・セレブレニコフ監督の『Жена Чайковского』がコンペティション部門で上映されるのみとなり、4月にウクライナのマリウポリで撮影中にロシア軍により殺害されたマンタス・クベダラビチュス監督の撮影映像を編集者と監督の婚約者がまとめた『Mariupolis 2』やウクライナ人監督のセルゲイ・ロズニツァによる新作『Natūrali naikinimo istorija』がスペシャル・スクリーニング部門にて上映され、開会式においてはウクライナのウォロディミル・ゼレンスキー大統領がリモートにて『独裁者』や『地獄の黙示録』を引用しながら出席した映画関係者に対し「映画は沈黙してはならない」と呼びかけるスピーチを行うなど映画祭を通してウクライナ侵攻に抗議を示す形となった。
日本からはある視点部門に早川千絵監督の『PLAN 75』、カンヌ・クラシックス部門に河瀨直美監督の『東京2020オリンピック SIDE:A』が市川崑監督が参加した『時よとまれ、君は美しい/ミュンヘンの17日』とともに上映され、ACID部門にフランスとの合作による山崎樹一郎監督の『やまぶき』がそれぞれ出品され、『PLAN 75』がカメラ・ドールにて次点に当たるスペシャルメンション(特別賞)を受賞した。また、日本関連として2017年に制作された『カメラを止めるな!』をミシェル・アザナヴィシウス監督がフランスでリメイクした『キャメラを止めるな!』がオープニング作品として、是枝裕和監督が韓国で制作した『ベイビー・ブローカー』がコンペティション部門にてそれぞれ上映され、『ベイビー・ブローカー』が男優賞(ソン・ガンホ)とエキュメニカル審査員賞を受賞した。